# گمینا بوبووا
گمینا بوبووا (به لهستانی:  Gmina Bobowa) یک گمینا در لهستان است که در شهرستان گورلیتسه واقع شده‌است. گمینا بوبووا ۴۹٫۸۴ کیلومتر مربع مساحت و ۹٬۱۳۴ نفر جمعیت دارد.